# Diogmites rubescens
Diogmites rubescens là một loài ruồi trong họ Asilidae. Diogmites rubescens được Bellardi miêu tả năm 1861. Loài này phân bố ở vùng Tân nhiệt đới.